# Protéine-kinase G
En biologie cellulaire, la protéine-kinase G (PKG) réfère à la famille d'enzymes dont l'activité est dépendante du niveau d'GMP cyclique (GMPc) dans la cellule. Cette protéine est ainsi connue comme la protéine kinase GMPc-dépendante.

## Actions
Plusieurs actions ont été identifiées : vasomotricité des vaisseaux sanguins, régulation de la sécrétion de fluides intestinaux, croissance osseuse, sécrétion de rénine… Elle active le protéasome et la dégradation intracellulaire des protéines mal repliées. 